# Crónica de D. Fernando
A Crónica de D. Fernando é um registo histórico de tipo crónica escrita por  Fernão Lopes abarcando o período de tempo correspondente ao reinado de D. Fernando, de cognome o Formoso ou o Inconstante, reinado que decorreu entre 1367-1383.
A Crónica de D. Fernando deve ter sido escrita, ao menos parcialmente, entre 1436 e 1443. A sua redação muito provavelmente seguiu-se à da Crónica de D. Pedro, e esta, acaso, às das sete Crónicas dos reinados anteriores, mais a do Conde D. Henrique.
Os temas principais do reinado de D. Fernando e bem assim da Crónica de D. Fernando são as Guerras Fernandinas com o reino de Castela, a Sucessão, o Grande Cisma do Ocidente e o conflito entre a Nobreza e a Burguesia em ascensão, conforme se pormenoriza a seguir.

## Principais temas

### Guerras Fernandinas

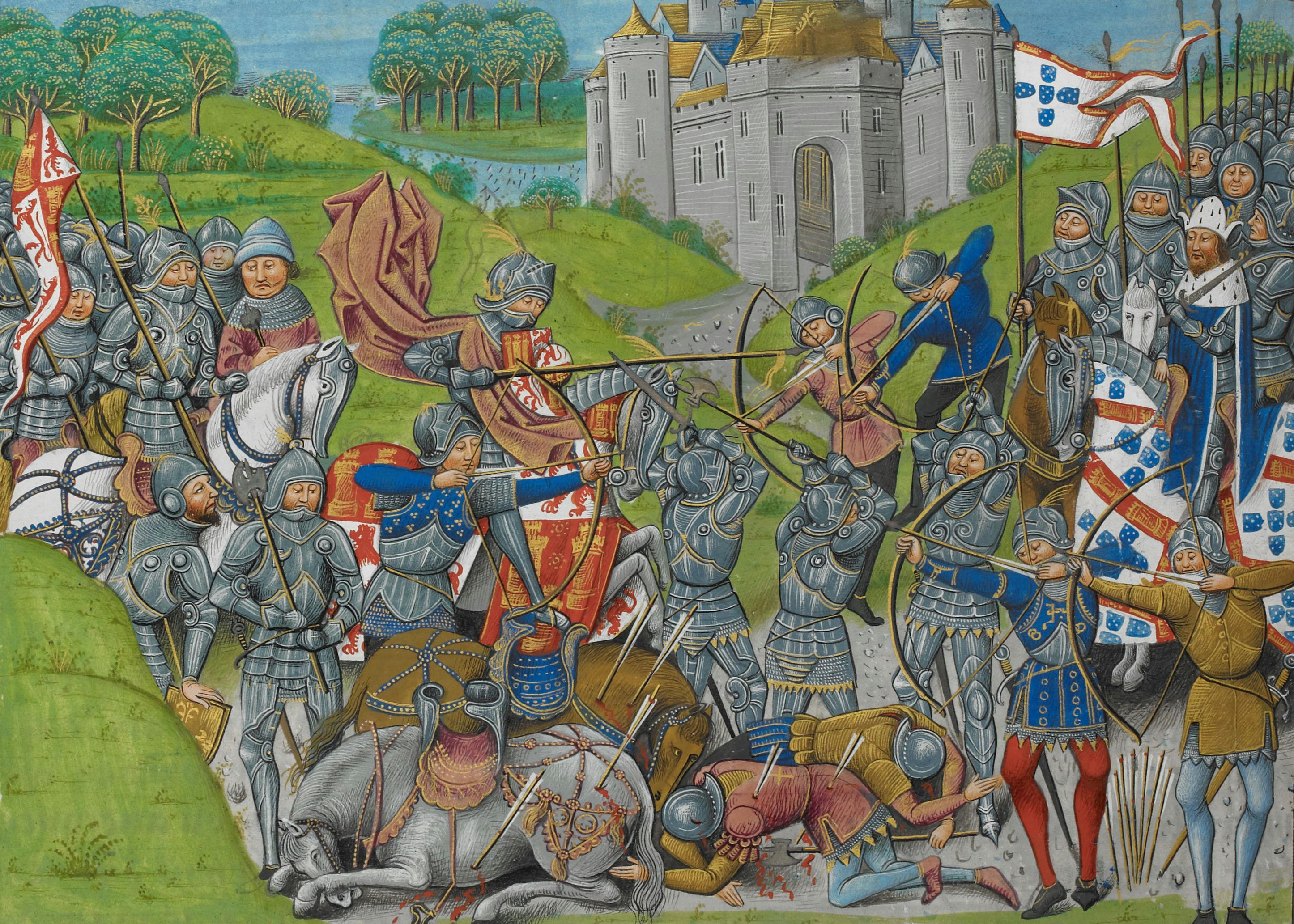
O exército luso-inglês derrota uma vanguarda francesa do Rei de Castela. D. Fernando está montado a cavalo, à direita, e D. João I de Castela também está a cavalo, no centro. Iluminura da Chronique d' Angleterre (Volume III) manuscrita originalmente em Bruges, final do século XV

As Guerras Fernandinas estão bem documentadas no texto, mas para Salvador Arnaut, Fernão Lopes não terá compreendido em toda a sua extensão a política de D. Fernando. O juízo que, com base no cronista, vulgarmente se faz deste monarca, tem de ser corrigido sob múltiplos aspectos. D. Fernando desejou alargar o pequeno Portugal para poder contrabalançar o poderio de Castela, que era sempre uma ameaça, tácita ou explicitamente.
As fronteiras entre Portugal e Castela estavam fixadas desde o Tratado de Alcanizes de 1297, e D. Fernando quis alargar o território para leste e não teve sucesso. Mas a tremenda crise que se seguiu a esse insucesso, a crise de 1383-85, e a solução encontrada, levou a que a expansão se fizesse, mas para sul, pelo mar. Faltou ao Cronista, que escrevia muito próximo dos acontecimentos, a perspectiva histórica que hoje podemos ter.

### Sucessão
Todos os factos ou presunções que conduzem à incerteza sobre a paternidade de D. Beatriz são demoradamente desenvolvidas por F. Lopes. A rainha D. Leonor Teles é constantemente apresentada como mulher pouco casta, de cujos filhos a paternidade não podia deixar de se presumir duvidosa. Por esta razão, a sua filha não poderia ser rainha de Portugal.

### Grande Cisma do Ocidente
Também é demoradamente relatada a questão do Grande Cisma do Ocidente, no sentido de provar a legitimidade do papa de Roma, porque esse era também um argumento contra o direito do rei de Castela que, por ser aderente do cismático Papado de Avinhão, estava excluido da benção da Igreja.

### Conflito Burguesia vs. Nobreza
No reinado de D. Fernando, a luta entre a burguesia e os grandes senhores feudais atinge grande intensidade. Se há época que pareça traduzida no carácter de um governante é a revolução latente da segunda metade do século XIV na pessoa do rei D. Fernando. As suas oscilações e hesitações, o ziguezaguear da sua política, são o reflexo fiel dos fluxos e refluxos da luta das classes ascendentes. Não é mesmo de excluir que a sua tão famosa «inconstância» na vida privada não seja mais do que uma deformada representação literária de outros fenómenos. A «fraqueza» e a «inconstância» de D. Fernando no domínio da política não são mais do que tradução das dificuldades do governo, forçado a ceder a pressões divergentes e oscilando entre duas forças contrárias: os senhores feudais e os burgueses. Essa, e não o carácter «fraco» ou inconstante do rei, é a verdadeira origem das contradições bem evidentes em todos os aspectos da sua política: na guerra, no comércio na agricultura, nas finanças, na diplomacia.

## Fontes

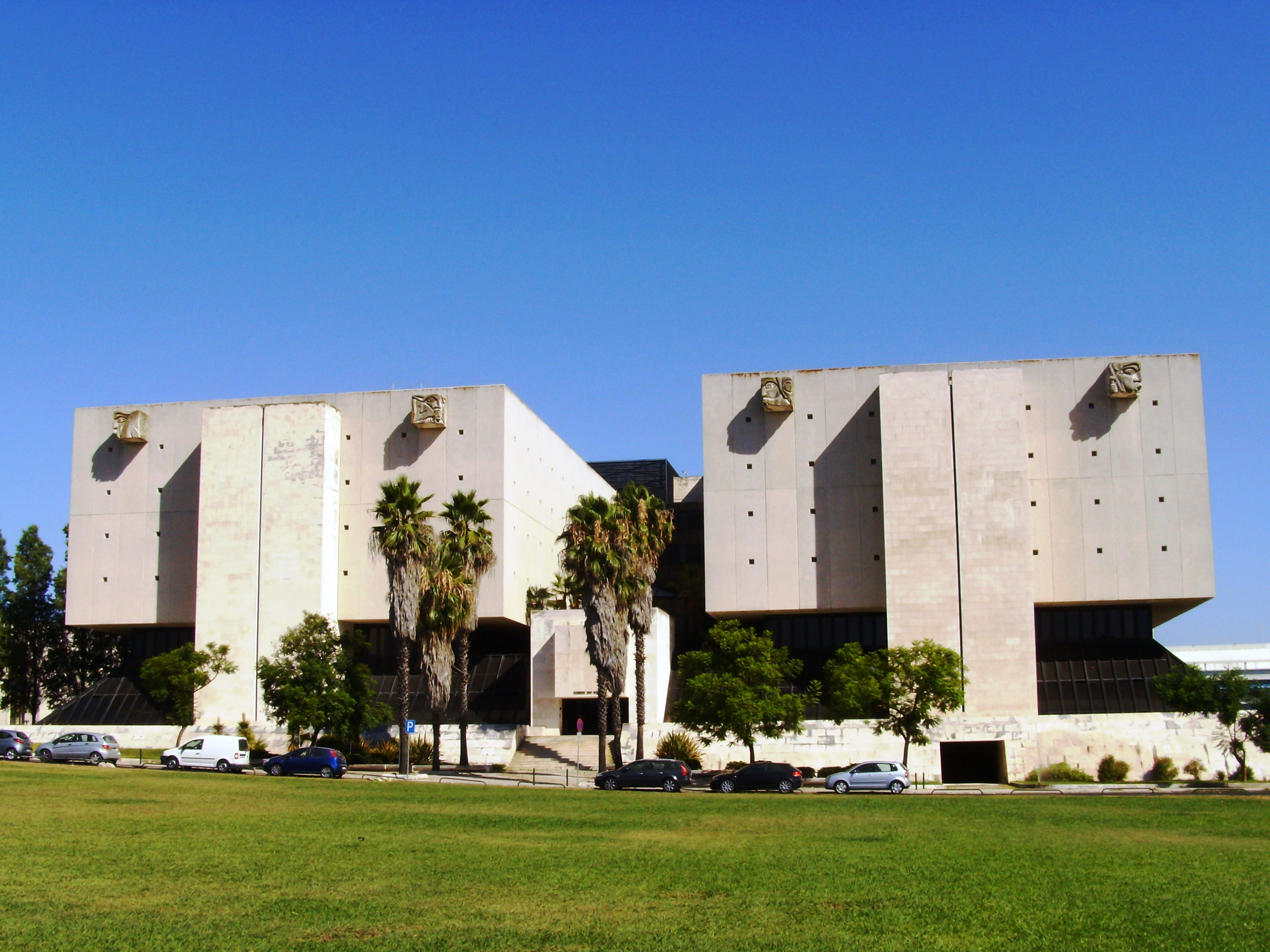
Torre do Tombo, Lisboa, Portugal.

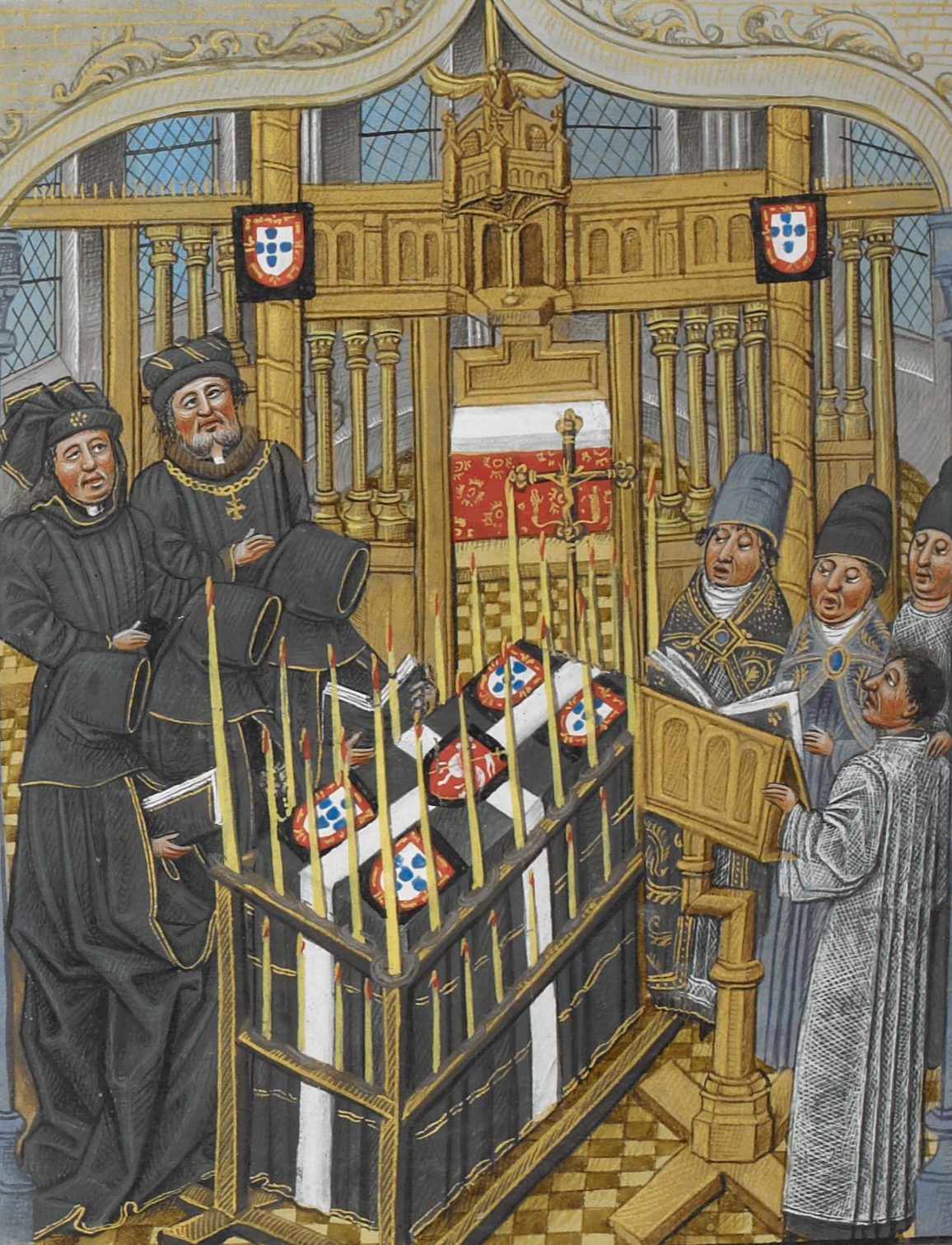
O corpo de D. Fernando (morto em 1383), em câmara ardente, Imagem da Chronique d' Angleterre (Volume III), manuscrito originalmente em Bruges, no final do século XV

## Estilo
A prosa de Fernão Lopes conserva o tom "falado" dos romances de cavalaria, mas enriquecido com um vocabulário e imagens reveladores de um grande senso de concreto, e com os recursos da oratória clerical, tocada pontualmente por uma solenidade bíblica, como quando fala da "boa e mansa oliveira portuguesa". O tom em que fala é sempre repassado de emoção, que não exclui a ironia. Os ditos populares, as anedotas e a majestade de tom adequado aos grandes momentos sucedem-se com perfeita naturalidade, sem deixar perceber o tecnicismo retórico da época que dominava perfeitamente. É uma poderosa voz patriarcal, ora trovejando de indignação, ora espraiando-se com solenidade, ora gracejando, que se depreende da sua escrita.

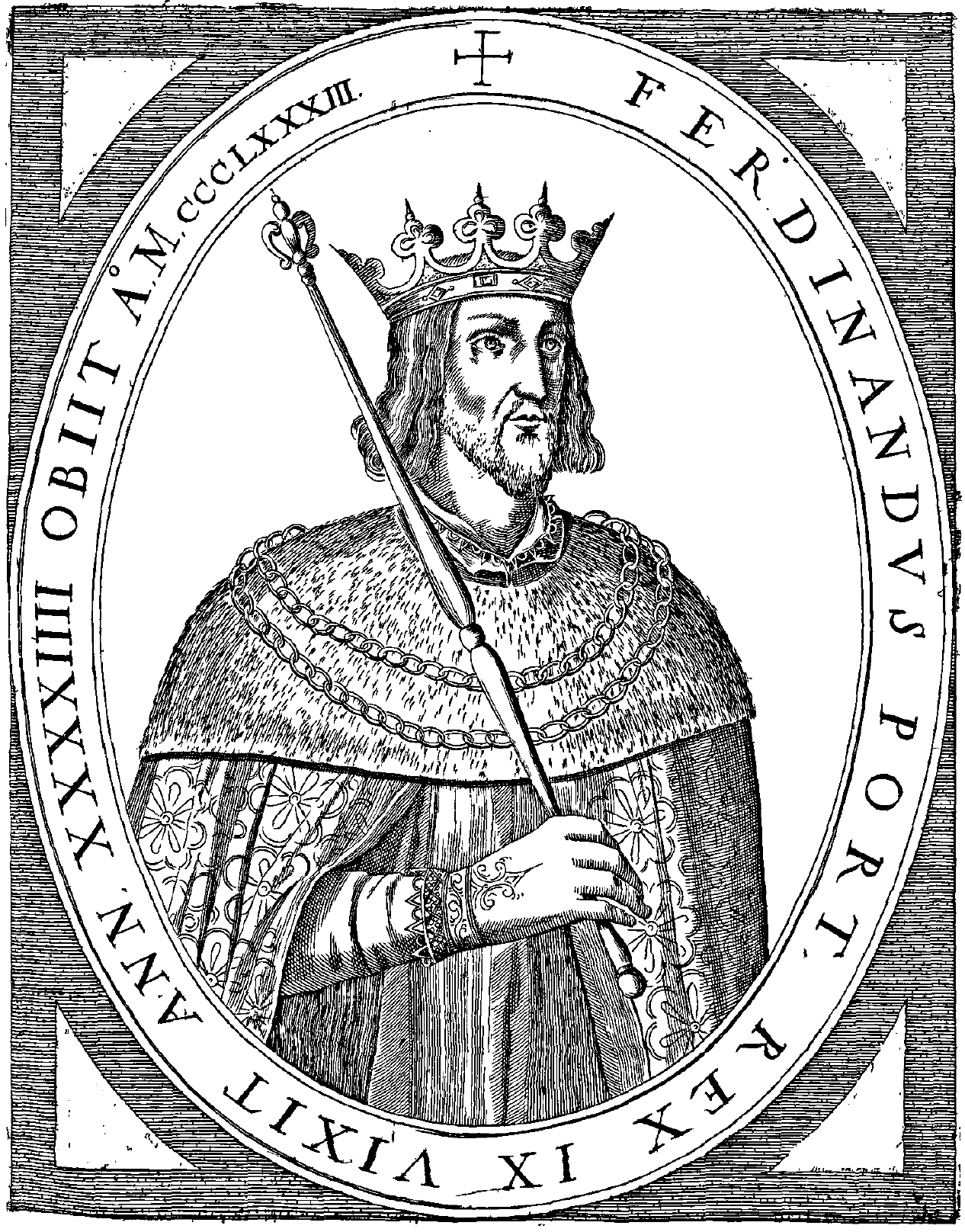
D. Fernando I, Rei de Portugal. Inscrição: "FERDINANDVS PORT. REX IX VIXIT ANN. XXXXIIII OBIIT Aº MCCCLXXXIII" (Fernando, Rei nono de Portugal, viveu 43 anos, faleceu em 1383). Autor: Pedro Perret (1555-ca. 1625)

Mas confrontando a obra de Fernão Lopes com a Crónica do Condestabre e as Crónicas de Ayala, pode-se atribuir o seu a seu dono. Por vezes estamos a ler uma destas Crónicas sem que Fernão Lopes nos avise disso. Atribuiríamos assim a F. Lopes a paternidade de muitos passos da sua obra se não tivessem chegado até nós as suas fontes. Em todo o caso, não resta dúvida de que Fernão Lopes dispôs de muitos outros textos que nós hoje desconhecemos. A sua Crónica é uma manta de retalhos cerzidos por mão habilíssima. A Crónica, sendo uma fonte de inestimável valor, pode ser completada e até corrigida. Durante muito tempo, escrever sobre o reinado de D. Fernando era praticamente glosar Fernão Lopes, mas actualmente a história não se pode limitar a isso. 
Fernão Lopes gostava mais de encontrar a história já feita do que fazê-la a partir dos elementos simples. Sabia captar o belo nas obras alheias e tinha um grande amor à verdade. Em todo o caso a sua obra transcende largamente o que havia até aí - sobretudo no recurso às fontes documentais.

## Contexto
Embora sendo um escritor extraordinário Fernão Lopes estava sujeito aos quadros do seu tempo. E tendo presente quem lhe encomendou a obra e lhe pagava o sustento, ou seja, o rei, é compreensível algum grau de parcialidade de Fernão Lopes. As Crónicas de Fernão Lopes apresentam-se claramente como uma justificação e legitimação da nova casa reinante que saiu da crise de 1383. As Crónicas desenvolvem a demonstração do direito que assistia aos Portugueses na sua luta contra o rei de Castela, estando em linha com as conclusões do célebre discurso de João das Regras nas Cortes de Coimbra de 1385, segundo o qual, não havendo herdeiros legítimos do trono, competia às cortes eleger um rei. Fernão Lopes reuniu as provas que fundamentam a conclusão do jurista.

## História comparativa do reinado de D. Fernando
Para se poder apreciar o âmbito histórico da Crónica de D. Fernando referem-se a seguir acontecimentos importantes ocorridos durante o reinado de D. Fernando, de acordo com a escolha cronológica de Joel Serrão,  assinalando-se os Capítulos da Crónica de D. Fernando que os tratam. Os Capítulos sobrantes desta Crónica tratam predominantemente acontecimentos ocorridos em Castela e outros reinos, e também ações dos principais nobres portugueses, incluindo membros da família real:
| Data    | Principais factos históricos | Capítulos da Crónica | Outros |
| ------- | --- | -------------------- | ------ |
| 1367    | Morte de D.Pedro I . Início do reinado de D. Fernando. | Prólogo              |        |
| 1367    | João de Cardaillac, arcebispo de Braga, diz-se Primaz de toda a Península Ibérica. |                      |        |
| 1367-83 | O Duque de Lencastre propõe um tratado de aliança ao rei português. |                      |        |
| 1368    | Sicilianos estabelecidos em Lagos iniciam experiências para a pesca do atum no Algarve. |                      |        |
| 1369    | Tratado de aliança entre D. Fernando e o sultão nacérida de Granada. D. Fernando invade a Galiza. O Rei de Castela invade Portugal | 25 a 41              |        |
| 1369    | Quebra da moeda. | 55                   |        |
| 1370    | Tratado de aliança entre D. Fernando e o rei de Aragão, renovando os anteriores. | 47-52                |        |
| 1370    | Uma flotilha portuguesa comandada por Lanzerotto Pessagno (um dos filhos de Manuel Pessanha), opera contra os portos da Andaluzia. | 42                   |        |
| 1370    | Criação do cargo de Vedor da Fazenda. Criação da Bolsa de Seguros Marítimos. |                      |        |
| 1371    | Cortes de Lisboa. |                      |        |
| 1371    | Paz entre D. Fernando e D. Henrique II de Castela assinado em Alcoutim. | 53                   |        |
| 1372    | Cortes de Leiria. Cortes de Évora. Cortes do Porto. |                      |        |
| 1372    | Tratado de Tagilde entre D. Fernando e o Duque de Lencastre. | 67                   |        |
| 1372    | D. Henrique II de Castela invade Portugal pela Beira. Tratado de Tui. | 71                   |        |
| 1372    | D. Fernando casa publicamente com D. Leonor Teles, infringindo o Tratado de Alcoutim. | 57 a 62              |        |
| 1373    | D. Henrique II de Castela cerca Lisboa. | 73 a 80              |        |
| 1373    | Tratado de paz com Castela assinado em Santarém. | 82                   |        |
| 1373    | Tratado de Westminster entre os reis de Portugal e Inglaterra que confirma o de Tagilde. Primeira referência a relações directas entre Portugal e a Liga Hanseática.                                                                                  |                      |        |
| 1373-75 | Construção da última muralha de Lisboa. | 88                   |        |
| 1374    | Tratado de aliança entre D. Fernando e D. Henrique II de Castela. |                      |        |
| 1375    | Cortes de Leiria. Cortes de Atouguia. |                      |        |
| 1375    | D. Fernando promulga a chamada Lei das Sesmarias | 89                   |        |
| 1377    | Medidas protectoras da marinha mercante nacional. | 90 e 91              |        |
| 1377    | Transferência da Universidade para Lisboa. D. Fernando obtém bula de Gregório XI para que na Universidade se confiram graus de bacharel, licenciado e doutor.                                                                                         |                      |        |
| 1378    | Cortes de Coimbra. |                      |        |
| 1380    | Cortes de Torres Novas. Confirmação do Tratado de 1373 entre Portugal e a Inglaterra. Em Braga, os cónegos pronunciam-se a favor do Papado de Avinhão; em Janeiro desse ano negam obediência ao arcebispo. Construção da Igreja da Graça em Santarém. |                      |        |
| 1380    | D. Fernando toma o partido do antipapa Clemente VII. | 113                  |        |
| 1381    | Chegam ao Tejo os navios ingleses do Conde de Cambridge. | 128                  |        |
| 1381    | D. Fernando passa para o partido do papa Urbano VI. | 130                  |        |
| 1381-82 | Terceira Guerra de Portugal com Castela no reinado fernandino. | 115 a 153            |        |
| 1382    | D. Fernando abandona o partido do papa Urbano VI. |                      |        |
| 1382    | Elaboração do Tratado de Elvas que põe termo à Guerra entre Portugal e Castela. | 154                  |        |
| 1383    | Tratado de paz entre D. Fernando e D. João I de Castela firmado em Elvas. | 155                  |        |
| 1383    | Assinado em Salvatera de Magos o contrato de casamento de D. Beatriz, filha de D. Fernando e D. Leonor Teles, e D. João I de Castela. | 158                  |        |
| 1383    | Morte de D. Fernando. | 172                  |        |
| 1383    | Regência de D. Leonor. | 173-188              |        |

## Edições
Publicações mais antigas:
- A Crónica de D. Fernando de Fernão Lopes aparece abreviada nas Crónicas dos Senhores Reis de Portugal de Cristóvão Rodrigues Acenheiro de cerca de 1535; foi publicada pela Academia Real das Ciências de Lisboa em 1824, Tomo V.
- A Crónica del Rei Dom Fernando, dos reis de Portugal o nono de Fernão Lopes é inserida por Duarte Nunes de Leão na sua Primeira Parte das Crónicas dos Reis de Portugal de 1600, em Lisboa.
- A Crónica de D. Fernando de Fernão Lopes, a primeira edição enquanto tal, surge em 1816 publicada pela Academia Real das Ciências de Lisboa, Tomo IV.
- A Crónica de D. Fernando de Fernão Lopes é publicada na "Biblioteca de Clásicos Portugueses" de Mello de Azevedo em 1895-1896, dirigida literariamente por Luciano Cordeiro, reproduzindo o texto da edição de 1816 e modernizando a grafia.
- A Crónica de D. Fernando de Fernão Lopes, conforme a edição de 1816 da Academia Real das Ciências de Lisboa, é publicada em 1933-1935 pela Portucalense Editora.
- A Crónica de D. Fernando de Fernão Lopes, quarta edição integral, com organização e notas por Salvador Dias Arnaut, publicada em 1979 pela Livraria Civilização, Porto.

Edições mais recentes:
- Fernão Lopes, Crónicas; Editor: Campo das Letras; ISBN 9789896252380, EAN: 978-9896252380; Páginas: 456

- Fernão Lopes, Crónicas; Editor: Verbo; Edição/reimpressão: 2009; ISBN 9789722229081; Páginas: 304